# Brana Marib
Brana Marib (arapski: سد مأرب) izgrađena je na povremenom vodotoku Wadi Adhanah (koju zovu i Dhana ili Adhana) u dolini Dhana na Planinama Balak u Jemenu. Današnja brana podignuta je u neposrednoj blizini ruševina antičke Velike brane Marib, koja je izgrađena oko 7. stoljeća pr. Kr. To je bilo jedno od graditeljskih čuda antičkog svijeta, najveći objekt južno arapske civilizacije oko grada Ma'riba.

## Velika brana Marib
Velika brana Marib, podignuta je kod Sudd Mariba, to je uzvodno (u smjeru jugozapada) od antičkog grada Mariba (nekoć glavnog grada Sabejskog kraljevstva). Sabejci su podigli branu da pohvataju i spreme vode obilnih monsunskih kiša, koje rijetko ali periodično padaju, i tad se stvori gomila velikih bujica na obližnjim planinama. Na taj način dobili su rezerve vode za navodnjavanje polja oko grada.
Nedavna arheološka istraživanja ukazuju na to da je jednostavna zemljana brana i mreža kanala, podignuta na tom mjestu, već daleke 2000. godine prije Krista. Izgradnja prve brane Marib zbila se negdje između 750. pr. Kr. i 700. pr. Kr. i potrajala je nekoliko stotina godina do potpunog dovršetka. (Vladar Sabe- Makrib, i Himjara- Ali Janouf Kanta Dhamar Ali, dali su uklesati svoja imena po završetku gradnje). 
To je bila zemljana brana, trokutastog presjeka, duga 580 m i visoka 4 metra. Podignuta je u kanjonu između dviju stijena, te ojačana kamenim pločama. Brana je omogućavala preljevanje vode na svom sjevernom dijelu.
Oko 500. pr. Kr. brana je povišena za 7 metara, uzvodno korito je popločeno kamenom, a nizvodni kanali za navodnjavanje su produženi.
Nakon propasti Sabejskog kraljevstva, brane je postala posjed Kraljevine Himjar, oko 115. pr. Kr. Vladari tog jemenskog kraljevstva poduzeli su velike radove na daljnjoj obnovi i rekonstrukciji brane. Oni su povisili branu za 14 metara, i radili na regulaciji korita na oba kraja brane;  sjevernom i južnom. Podigli su pet preljevnih kanala, dva zida od opeka za ojačanje brane, bazen za vodu i 1000 metara dugi kanal za usmjeravanje vode u akomulacijski bazen. Radovi su dovršeni 325. godine, nakon toga bilo je moguće navodnjavati do 25.000 hektara (100 km ²) zemljišta.
I pored toga što je brani povećana visina, pretrpjela je brojna oštećenja kod većih poplava (veća oštećenja dogodila su se; 449., 450., 542. i 548. godine) nakon toga je održavanje brane postalo gotovo nemoguće, zadnji evidentirani popravak izvršen je 557. godine. 570. ili 575. godine, brana je pretrpjela teško oštećenje za velike poplave, nakon toga više nije popravljana. Posljednje veliko oštećenje brane, kad je definitivno uništena navedeno je i u Kur'anu. Nakon propasti brane iz regije se iselilo više od 50.000 ljudi.

## Današnja brana
Godine 1986. dovršena je nova zemljana brana (38 m visoka, 763 m duga) preko Wadi Dhane, tako je stvoreno akomulaciono jezero kapaciteta od 398 milijuna kubičnih metara vode. Nova brana podignuta je za navodnjavanje ravnice Marib.

## Vanjske poveznice
- Deutsches Archäologisches Institut , Marib Oase, Wasserwirtschaft  Arhivirana inačica izvorne stranice od 18. listopada 2008. (Wayback Machine) (njem.)